# Elecciones especiales de las Islas Vírgenes de Estados Unidos de 2017
Unas elecciones especiales tuvieron lugar el 8 de abril de en el distrito de St. Thomas-St. John para determinar el escaño vacante en la 32va legislatura de las Islas Vírgenes de Estados Unidos.